# Skylab B

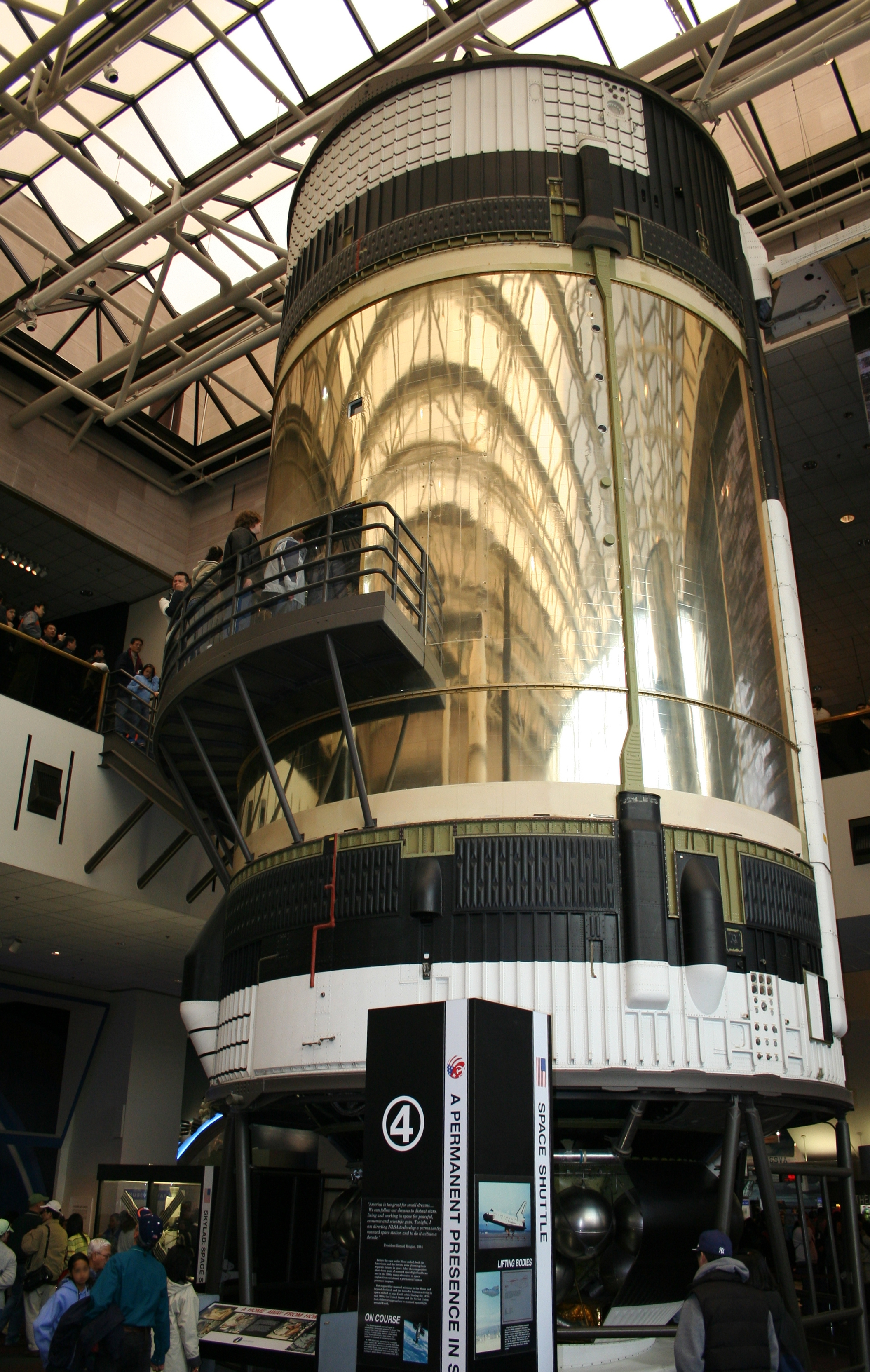
Skylab B v National Air and Space Museum

Skylab B byla navrhovaná druhá americká vesmírná stanice podobná stanici Skylab, která měla plnit různé úkoly, především ale měla sloužit k možnému rozšíření projektu Sojuz-Apollo. Nakonec byla stanice ale zrušena z důvodu finančních škrtů. Firma McDonnell Douglas postavila v roce 1970 v rámci programu Skylab, původně v rámci programu Apollo Applications dvě stanice. První letěla do vesmíru v roce 1973, druhá zůstala ve skladu.
Záložní Skylab, neboli Skylab B mohla posloužit k rozšíření mise Sojuz-Apollo na 56–90 dnů.

## Potenciální využití
Program Sojuz-Apollo vznikl v roce 1972. Tehdy americká NASA zvažovala vypuštění stanice Skylab B v roce 1975, která by měla možnost spojení jak s americkou lodí Apollo tak se sovětským Sojuzem. Tato stanice, nazývaná někdy jako mezinárodní Skylab by umožnila rozšíření mise Sojuz-Apollo až na 90 dnů.
Stanice měla sloužit i dále. Plánovalo se její rozšíření raketoplány, které měly vstoupit do služby roku 1979. Tato stanice se měla nazývat Advanced Skylab. Nicméně na počátku 70. let NASA stále měla dvě nepoužité rakety Saturn V, tři rakety Saturn IB, tři lodě Apollo a dva lunární moduly, proto se o budoucím využití stanice diskutovalo.
Po vypuštění stanice Skylab v roce 1973 však došlo ke zrušení plánů na vypuštění druhé stanice Skylab B. Při společném letu Sojuz-Apollo tak musel být použit speciální stykovací modul, který vezla loď Apollo, aby mohlo dojít ke spojení obou lodí. Po skončení programu Apollo a zahájení prací na projektu Space Shuttle, zbývající hardware z programu Apollo byl v roce 1976 darován do muzeí.

## Možná posádka
Očekávalo se, že první posádka stanice by mohla být trojice kosmonautů, která sloužila jako záložní posádka na misích Skylab 3 a Skylab 4 a která byla v záloze na případnou misi na záchranu původního Skylabu. Šlo o tyto muže
- Vance Brand - velitel
- William B. Lenoir - vědecký pracovník
- Don Lind - pilot

## Existující hardware
- Skylab B - nevyužitá stanice se nachází v National Air and Space Museum
- Zařízení pro nakládání s odpadem ze stanice se nachází tamtéž
- Přechodová komora se nalézá ve městě McMinnville ve státě Oregon
- Jeden trenažér pro astronauty se nachází v Houstonu, druhý v Huntsville